# لاله اسمای مراکش
شاهدخت لاله اسمای مراکش (عربی: الأمیرة لالة أسماء) دومین دختر حسن دوم و خواهر پادشاه کنونی مراکش، محمد ششم است.